# Cantonul Thenon
Cantonul Thenon este un canton din arondismentul Périgueux, departamentul Dordogne, regiunea Aquitania, Franța.

## Comune
| Comune                | Populație (1999) | Cod poștal | Cod INSEE |
| --------------------- | ---------------- | ---------- | --------- |
| Ajat                  | 334              | 24210      | 24004     |
| Azerat                | 427              | 24210      | 24019     |
| Bars                  | 229              | 24210      | 24025     |
| La Boissière-d'Ans    | 234              | 24640      | 24047     |
| Brouchaud             | 213              | 24210      | 24066     |
| Fossemagne            | 602              | 24210      | 24188     |
| Gabillou              | 90               | 24210      | 24192     |
| Limeyrat              | 455              | 24210      | 24241     |
| Montagnac-d'Auberoche | 148              | 24210      | 24284     |
| Sainte-Orse           | 392              | 24210      | 24473     |
| Thenon                | 1.281            | 24210      | 24550     |